# Taladrid
Taladrid es una parroquia asturiana del concejo de Ibias, en España. Según el nomenclátor de 2008 contaba con una población de 62 habitantes y ocupa una extensión de 37,18 km².

## Historia
A mediados del siglo XIX la parroquia tenía contabilizada una población de 485 habitantes. Aparece descrita en el decimocuarto volumen del Diccionario geográfico-estadístico-histórico de España y sus posesiones de Ultramar de Pascual Madoz de la siguiente manera:

TALADRID (San Pedro): felig. en la prov. y dióc. de Oviedo (18 leg.), part. jud. de Grandas de Salime (8), ayunt. 
de Ibias (3): sit. en las inmediaciones del r. de este nombre con libre ventilacion y clima sano. Tiene unas 90 casas en el l. de su nombre y en los de Bao, Llanedo, Sisterna, Villadril, Villardecendias y Villarmeirin. La igl. parr. (San Pedro) se halla servida por un cura de ingreso y patronato laical. Hay tambien 6 ermitas propias del vecindario. Confina con las felig. de Tormaleo, Alguerdo y Degaña. El terreno participa de monte y llano; teniendo al N. las elevadas sierras de Muniellos y Piedradecreta, de las que bajan varios arroyos á desaguar en el mencionado r. Ibias. prod.: centeno, maz, vino, patatas, nabos, castañas, miel y pastos; se cria ganado vacuno, de cerda, lanar y cabrio; caza y pesca de varias clases. ind.: la agrícola y molinos harineros. pobl.: 97 vec., 485 alm. contr.: con su ayunt. (V.).
(Madoz, 1849, p. 563)

En 2022 tenía empadronados 39 habitantes.

## Arte
- Iglesia de San Pedro de Taladrid.
- Capilla de Santa Marina
- Capilla de la Virgen de las Nieves en Villarmeirín
- Casa de Baladras en Villarmeirín
- Casa Buelta (Taladrid)

## Fiestas y ferias
- Fiesta El Carmen, 16 de julio.

## Poblaciones
Según el nomenclátor de 2008 la parroquia incluye las poblaciones de:
- Llanelo (aldea): 6 habitantes 2011 42°56′25.931526″N 6°42′36.764258″O / 42.94053653500, -6.71021229389

En esta aldea hay un buen testimonio de arquitectura popular; son casas antiguas que en su día tuvieron la techumbre de paja —teito—; con el tiempo fueron cambiando esta cubierta tradicional por material de pizarra.
- Taladrid (lugar): 9 habitantes 42°57′34.731058″N 6°43′46.996724″O / 42.95964751611, -6.72972131222
- Villaoril (aldea): 12 habitantes 42°56′59.437192″N 6°43′25.096907″O / 42.94984366444, -6.72363802972
- Villardecendias (lugar) - 18 habitantes 2007 42°58′1.611797″N 6°43′16.180832″O / 42.96711438806, -6.72116134222
- Villarín (aldea): 8 habitantes
- Villarmeirín (lugar): 9 habitantes 42°57′6.034414″N 6°42′41.514399″O / 42.95167622611, -6.71153177750

Fuentes: INE